# Hans Eisenhut

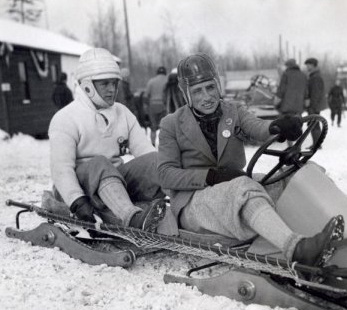
Hans Eisenhut links mit Max Houben beim Training auf der Bobbahn von Lake Placid für die bevorstehenden Olympischen Spiele 1932

Hans Conrad Eisenhut (* 21. Dezember 1897 in Herisau; † 1. August 1990 in Speicher) war ein Schweizer Bobfahrer und Teilnehmer an den Olympischen Winterspielen 1932 in Lake Placid, New York, Vereinigte Staaten.

## Leben
Über sein Leben ist nur sehr wenig bekannt. Er kam mit der Mannschaft des Viererbobs (Reto Capadrutt, Charles Jenny und Oscar Geier) bei den Läufen auf den vierten Platz. Die Wettbewerbe wurden wegen schlechten Wetters nach dem offiziellen Ende der Winterspiele auf einer Naturbahn bei Mount van Hoevenberg ausgetragen.